# Sternocoelis pluristriatus
Sternocoelis pluristriatus är en skalbaggsart som först beskrevs av Leon Fairmaire 1876.  Sternocoelis pluristriatus ingår i släktet Sternocoelis och familjen stumpbaggar. Inga underarter finns listade i Catalogue of Life.